# 五羰基溴化锝
五羰基溴化锝是一种有机锝化合物，化学式为Tc(CO)5Br。它可由十羰基二锝在四氯化碳中和溴反应制得；或由高锝酸钾在压力容器内与甲酸和氢溴酸的混合物反应得到。甲酸在反应中作为还原剂和羰基化试剂，以六溴合锝(IV)酸钾为原料，在硫酸的存在下，常压可以得到五羰基溴化锝：
HCOOH → CO + H2O
2 [TcBr6]2− + 13 CO + 3 H2O → 2 TcBr(CO)5 + 3 CO2 + 6 H+ + 10 Br−
它在二乙二醇二甲醚中被Zn–H3PO4还原，可以得到TcH(CO)5。